# Toussaint (geslacht)
Toussaint, ook Steenstra Toussaint, is de naam van een Nederlandse, van oorsprong uit Frankrijk afkomstige familie die werd opgenomen in het Nederland's Patriciaat.

## Geschiedenis
De stamreeks begint met Jean Toussaint, geboren in Villers bij Nancy, passementwerker, in 1590 burger van Hanau in Hessen, overleden in 1609. Zijn zoon, kleinzoon en achterkleinzoon, voorouders van de Nederlandse tak, bleven als wijnkoper, herbergier en wijnbouwer in Hanau. Een zoon van de laatste, Jean Philippe Toussaint (1682-1740) werd hoboïst in het regiment Van Hessen-Kassel en werd in 1722 dansmeester aan de academie van Franeker; hij werd de stamvader van de Nederlandse tak.
In 1991 werd de familie opgenomen in het Nederland's Patriciaat.

## Enkele telgen
Jean Philippe Toussaint (1682-1740), hoboïst in het regiment Van Hessen-Kassel, dansmeester aan de academie van Franeker
- Johan Daniël Toussaint (1704-1790), organist te Harlingen 1731, dansmeester Academie te Franeker I740-1746, wisselend gemeensman, burgemeester en president-burgemeester van Harlingen
  - dr. Meile Toussaint (1742-1780), advocaat Hof van Friesland
  - Johan Daniël Toussaint (1755-1811), jeneverstoker, eigenaar mouterij en stokerij te Harlingen; trouwde in 1778 Anna Pieters Steenstra (1753-1779); trouwde in 1782 Geertje Talma (1760-1839)
    - mr. Johan Daniël Steenstra Toussaint (1779-1863), schout, maire, burgemeester van Aarlanderveen, stamvader van de tak Steenstra Toussaint
      - dr. Willem Frederik Steenstra Toussaint (1812-1869), onder andere stadsgeneesheer van Batavia en Semarang
      - dr. Abraham Johan Daniël Steenstra Toussaint (1813-1876), onder andere eerste stadsgeneesheer van Batavia, president Koninklijke Natuurkundige Vereeniging in Nederlands-Indië en Nederlands-Indische Mij. van Nijverheid en Landbouw; trouwde in 1839 Elisabeth Wilhelmina Petronella Couperus (1821-1889), lid van de familie Couperus en tante van de schrijver Louis Couperus
        - Catharina Johanna Elisabeth Steenstra Toussaint (1840-1879); trouwde in 1857 Jean Marie Adrien Casimir Troplong (1824-?), in Franse diplomatieke dienst, laatstelijk consul-generaal en chargé d’affaires te Bogota
        - Johanna Wilhelmina Petronella Steenstra Toussaint (1844-1927), verkreeg en gebruikte een concessie tot ontwikkeling en exploitatie van steenkolenmijnen in Zuidoost-Borneo 1899-1910; trouwde in 1865 met haar neef Jan Carel Willem Ricus Theodore Baud (1838-1883), assistent-resident van Meester-Cornelis, lid van de familie Baud en zoon van Guillaume Louis Baud en Wilhelmina Jacobina Theodora Couperus
          - Elisabeth Couperus-Baud (1867-1960), vertaler en letterkundige; trouwde in 1891 met haar achterneef Louis Couperus (1863-1923), letterkundige
          - Wilhelmina Jacobina Theodora Baud (1879-1967); trouwde in  1896 met Willem Wijnaendts van Resandt (1873-1954) (naamstoevoeging bij Gouverneursbesluit dd. 25 dec. 1901, nr. 7), genealoog, lid van de familie Wijnaendts

        - William Louis Henri Steenstra Toussaint (1851-1932)
          - Abraham Johan Daniël Steenstra Toussaint (1904-1988), AJD Steenstra Toussaint, ambassadeur, na pensionering onder andere betrokken bij luchtvaartactiviteiten, waaronder Transavia.

      - mr. Henri Sybrand Steenstra Toussaint (1822-1859), advocaat en procureur te Groningen
        - Johan Daniël Steenstra Toussaint (1852-1880), burgemeester van Bodegraven
          - Johanna Daniëla Steenstra Toussaint (1881-1949); trouwde in 1911 met Willem Nikolaas Becking (1879-1948), generaal-majoor

    - Hendrik Toussaint (1785-1859), apotheker te Alkmaar, lector chemie en pharmacie Geneeskundige school te Alkmaar
      - Anna Louisa Geertruida Toussaint (1812-1886), letterkundige; trouwde in 1851 met Johannes Bosboom (1817-1891), kunstschilder

  - Geertruida Toussaint (1766-1786); trouwde in 1785 Haye Beekkerk (1758-1822), koopman, luitenant-kolonel burgerwacht te Leeuwarden, commandant Nationale Garde in Friesland
  - Anna Maria Toussaint (1768-1840); trouwde in 1797 Jan Casper Evers (1765-1830), officier infanterie, laatstelijk kapitein plaats-commandant te Arnhem
- Johanna Maria Toussaint (1715-?); trouwde in 1739 Rein Sibeda (1710-1740), gemeensman te Harlingen; trouwde in 1749 Johannes Spannenburgh (1721-na 1785), zilversmid en burgerhopman te Harlingen

Geslachten die opgenomen zijn in het sinds 1910 verschijnende genealogische naslagwerk Nederland's Patriciaat. Lijst volgens opgave van het CBG Centrum voor familiegeschiedenis.
A · B · C · D · E · F · G · H · I · J · K · L · M · N · O · P · Q · R · S · T · U · V · W · Y · Z